# Geisterjäger John Sinclair (Fernsehserie)
Geisterjäger John Sinclair ist eine deutsche Horror-Fernsehserie und basiert auf der gleichnamigen Heftromanserie des Autors Jason Dark.

## Hintergründe
Die Serie wurde 1998 in den Filmstudios Barrandov in Prag und Umgebung gedreht. Endemol produzierte die Serie im Auftrag von RTL. Laut Aussage des Hauptdarstellers Kai Maertens kam es nach der Fertigstellung zu Streitigkeiten zwischen RTL und Endemol. RTL war mit der Qualität unzufrieden und wollte die Serie anfangs nicht senden. Nach der Drohung nicht die Rechte für Big Brother zu erhalten, gab RTL nach und sendete die Serie innerhalb einer Woche ohne größere Bewerbung. Der Pilotfilm der Serie hatte laut Maertens über 3 Mio. Zuschauer und ca. 16 % Marktanteil.
Die Ausstrahlung startete am 6. Januar 2000 und wurde nach der achten Episode Die Rattenkönigin von RTL abgebrochen. 2009 erschien die Serie auf DVD. 2011 liefen alle neun Folgen auf RTL Crime.
Bei den Folgen Die Rattenkönigin, Todeskarussell, Engelsgrab und Hexenclub führte Daniel Anderson Regie. Bei den Folgen Der Sensenmann als Hochzeitsgast, Anruf aus dem Jenseits und Das Horrorkabinett führte Robert Sigl Regie. Die Regie des Pilotfilmes führte John van de Rest und die der Folge Der Gerechte Bernd Fiedler.

## Gastrollen
- Michael Habeck als Zwerg (Folge: Das Horrorkabinett)
- Valentin Plătăreanu als Popa (Folge: Das Horrorkabinett)
- Christoph Lindert als Mola (Folge: Der Hexenclub)
- Nicola Tiggeler als Lucretia (Folge: Der Hexenclub)
- Michael Wolf als Jan Tischer (Folge: Der Hexenclub)
- Gerry Wolff als Rabbi (Folge: Der Hexenclub)
- Michael Kroecher als Der Schwarze Tod (Folge: Der Sensenmann als Hochzeitsgast)
- Antonio Wannek als Chris (Folge: Engelsgrab)
- Matthias Klimsa als Samael (Folge: Engelsgrab)
- Jochen Senf als Doctor Winter (Folge: Todeskarussell)
- Horst Buchholz als Dr. Horatio Snyder (Folge: Der Gerechte)
- Ralf Richter als Collins (Folge: Der Gerechte)

## Episodenliste

### Ich töte jeden Sinclair (Pilotfilm, 90 min)
John Sinclair wird zu einem Mord gerufen. Zunächst scheint es für ihn ein gewöhnlicher Mordfall zu sein, doch sein Kollege Hornby erklärt, dass dies bereits der zweite Tote ist, der den Nachnamen Sinclair trägt. Im Yard erfährt John außerdem, dass das Grab seiner Eltern geschändet wurde. Gemeinsam mit Bill Conolly und Glenda Perkins reist er nach Lauder und erfährt schon bald, wer dafür verantwortlich ist. Auf einer alten Burg kommt es schließlich zwischen dem Dämon Duncan Sinclair und John zu einem letzten Aufeinandertreffen; Duncan will alle Sinclairs töten und in den Besitz des silbernen Kreuzes kommen, da er der Meinung ist, er sei der einzig wahre Sohn des Lichts.
Erstausstrahlung: 6. Januar 2000

### Das Horrorkabinett
John bekämpft einen Dämon, der Kinder zu Mördern macht.
Erstausstrahlung: 13. Januar 2000

### Der Hexenclub
Eine Hexe macht Männer zu Mördern und will den letzten Nachfahren eines Magier-Geschlechts töten.
Erstausstrahlung: 20. Januar 2000

### Anruf aus dem Jenseits
Der „Schwarze Täufer“ versucht sich Sheila Conollys und ihres neugeborenen Sohnes zu bemächtigen.
Erstausstrahlung: 27. Januar 2000

### Der Sensenmann als Hochzeitsgast
Der „Schwarze Tod“ will die Hochzeit einer Freundin von John für seine Zwecke nutzen.
Erstausstrahlung: 3. Februar 2000

### Engelsgrab
Ein gefallener Engel verfolgt einen leichtsinnigen Jungen und tötet dessen Schutzengel.
Erstausstrahlung: 10. Februar 2000

### Todeskarussell
Shandra rächt sich an seinem Dorf, indem er einen Bewohner zum Vampir macht und den Bürgermeister zu töten versucht.
Erstausstrahlung: 17. Februar 2000

### Die Rattenkönigin
John trifft auf eine Frau, die Ratten beherrscht und für ihre Rache einsetzt.
Erstausstrahlung: 24. Februar 2000

### Der Gerechte
Raniel tötet mehrere Insassen eines Gefängnisses und will zum Engel werden. 
Die Erstausstrahlung auf RTL brach nach der 8. Folge ab. Diese Episode blieb unausgestrahlt und wurde 2009 auf DVD veröffentlicht. Erst am 7. Juni 2011 erfolgte die Erstausstrahlung auf RTL Crime.

## Kritiken
Ähnlich wie beim Film Geisterjäger John Sinclair: Die Dämonenhochzeit wurden von Fans die Änderungen gegenüber der Romanserie kritisiert. Zudem wurden die Drehbücher, die Spezialeffekte und die Leistungen der Schauspieler zum Teil sehr kritisiert.

„Hölzerne Dialoge, Amateur-Effekte und die der Comic-Vorlage ähnlichen Bilder könnten „Sinclair“ zum trashigen Kult für feuchtfröhliche Geisterpartys machen. Lachhafte Gruselstunde mit hohem Trash-Faktor“

## Bedeutung
Die Serie ist die zweite Fernseh-Adaption der Heftromanserie Geisterjäger John Sinclair und die einzige deutsche Fernseh-Horror-Serie. Die drei Hauptdarsteller hatten in der Serie ihre ersten Hauptrollen.